# NGC 5896
NGC 5896 is een lensvormig sterrenstelsel in het sterrenbeeld Ossenhoeder. Het hemelobject werd op 23 mei 1854 ontdekt door de Ierse astronoom William Parsons.

## Synoniemen
- MCG 7-31-44
- ZWG 221.42
- NPM1G +42.0408
- PGC 54367